# Oculocytheropteron improbum
Oculocytheropteron improbum är en kräftdjursart som först beskrevs av N. de B. Hornibrook 1952.  Oculocytheropteron improbum ingår i släktet Oculocytheropteron och familjen Cytheruridae. Inga underarter finns listade i Catalogue of Life.